# Saint-Denis (Aude)
 Saint-Denis  es una población y comuna francesa, en la región de Languedoc-Rosellón, departamento de Aude, en el distrito de Carcasona y cantón de Saissac.

## Demografía
| 339 | 292 | 276 | 277 | 313 | 389 |
| Para los censos de 1962 a 1999 la población legal corresponde a la población sin duplicidades (Fuente: INSEE [Consultar]) |     |     |     |     |     |